# サルファ薬

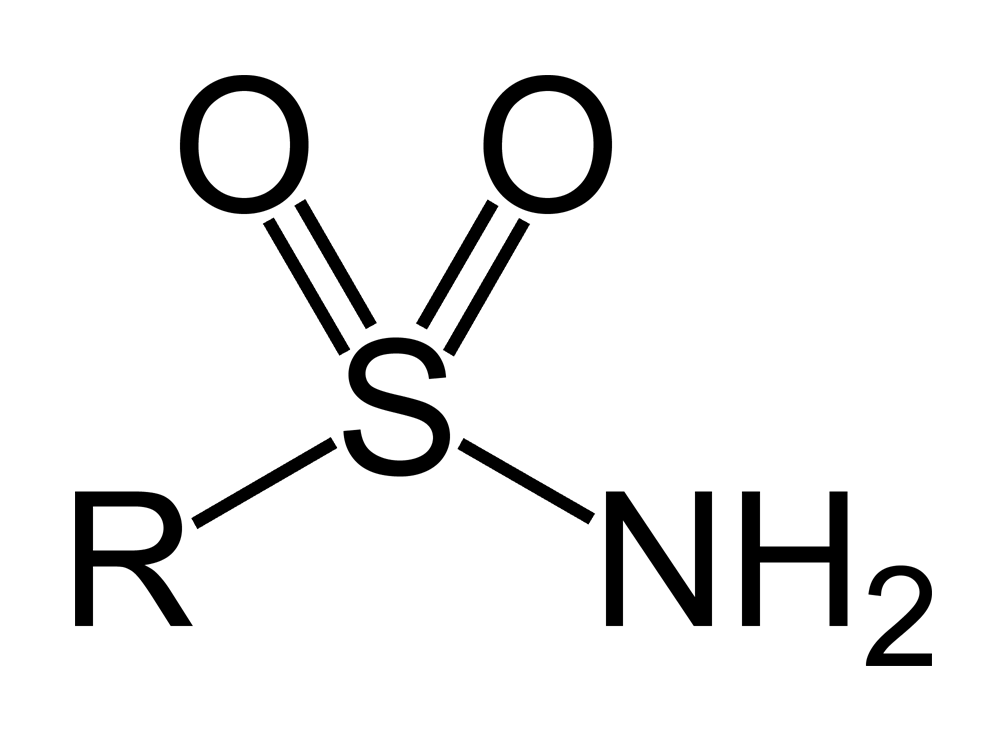
一級スルホンアミドの一般構造式

サルファ薬（サルファやく、英: sulfonamides）とは、スルホンアミド (-S(=O)2-NR2) 部位を持つ合成抗菌剤・化学療法薬の総称。生物由来ではないため、抗生物質とは呼ばれない。サルファ剤（サルファざい）とも呼ばれる。
サルファ薬は葉酸生合成系のうちジヒドロプテロイン酸合成酵素の基質であるパラアミノ安息香酸 (PABA) に構造的に類似しており、競争阻害物質としてジヒドロプテロイン酸合成を阻害する。これにより葉酸代謝物であるテトラヒドロ葉酸の細胞内供給を決定的に不足させ、結果的にプリンとチミジンの新規合成を停止させることによって、病原微生物のDNA合成とRNA合成を阻害し静菌的に作用する。細菌のみならず真菌や原虫にも効果を示すが、ヒトは葉酸の生合成系を欠いているため、サルファ薬は病原体にのみ選択的に作用する。

ジヒドロプテロイン酸合成酵素が変異を起こし、PABA親和性が変化することにより耐性菌が出現する。細菌が一種類のサルファ薬に対して耐性を獲得すると、他のサルファ薬に対しても耐性を示すようになり、これを交差耐性という。単独で使用すると耐性菌が出現しやすいこと、また相乗効果が期待できることから、サルファ薬は葉酸活性化阻害薬（トリメトプリム）と併用されることが多い。
プロカインは分解されるとPABAを生じるため、プロカインとの併用ではサルファ薬の作用は低下する。
食品安全委員会の「食品を介して人の健康に影響を及ぼす細菌に対する抗菌性物質の重要度のランク付けについて」ではスルファメトキサゾール/トリメトプリムがランクII（高度に重要）に位置づけられている。
日本において、動物用医薬品として承認されているものとしては配合剤であるものを含めると、スルファジメトキシン、スルファモノメトキシン、スルフイソキサゾール、スルファドキシン、スルファメトキサゾール、スルファジアジン、スルファクロルピリダジンナトリウム、スルファメラジンナトリウムがある。

## 開発の経緯
1935年、ドイツのゲルハルト・ドーマクが、染料のプロントジルに抗マラリア作用があることを発見した。また、自分の娘が敗血症を起こしたとき、プロントジルを投与し命を救った。
その後、プロントジルの持つスルフォン環に抗菌作用のあることが判明し、次々とサルファ薬が開発された。ドーマクは後に、プロントジルの開発によって、1939年のノーベル医学賞を受賞した。

## 関連項目

サルファ薬のひとつ、スルファジメトキシン

## サルファ薬を治療に用いる感染症
- ニューモシスチス肺炎
- MRSA
- ハンセン氏病
- 尿路感染症・前立腺炎
- ノカルジア症